# 卡茨-穆迪代数
卡茨-穆迪代数是一個李代數，通常無限維，其定義自（Victor Kac所謂的）廣義根系。卡茨-穆迪代数的應用遍及數學和理論物理學。

## 定義
假定以下材料：
- {\displaystyle C=(c_{ij})}  ——一個r階廣義嘉當矩陣(generalised Cartan matrix) {\displaystyle C=(c_{ij})} r.
- {\displaystyle {\mathfrak {h}}}  ———— 一個 2n − r維複向量空間 {\displaystyle {\mathfrak {h}}}.
- {\displaystyle {\mathfrak {h}}^{*}} ———— {\displaystyle {\mathfrak {h}}}的對偶空間
- {\displaystyle \alpha _{i}\ }  ————{\displaystyle {\mathfrak {h}}} 中 n 枚相互獨立的元，稱為對偶根(co-root)
- {\displaystyle \alpha _{i}^{*}}  ————{\displaystyle {\mathfrak {h}}^{*}}  中n 枚線性相互獨立的元 ,稱為根(root)
- 上述各元滿足  {\displaystyle \alpha _{i}^{*}(\alpha _{j})=c_{ij}}.

卡茨-穆迪代数{\displaystyle {\mathfrak {g}}}
由符號 {\displaystyle e_{i}} , {\displaystyle f_{i}} (i=1,..,n) 及空間{\displaystyle {\mathfrak {h}}} 生成：
以上各元滿足以下關係：
- {\displaystyle [e_{i},f_{i}]=\alpha _{i}.\ }
- {\displaystyle [e_{i},f_{j}]=0\ } ；其中 {\displaystyle i\neq j.}
- {\displaystyle [e_{i},x]=\alpha _{i}^{*}(x)e_{i}},  其中{\displaystyle x\in {\mathfrak {h}}.}
- {\displaystyle [f_{i},x]=-\alpha _{i}^{*}(x)f_{i}}, 其中 {\displaystyle x\in {\mathfrak {h}}.}
- {\displaystyle [x,x']=0\ } ；其中 {\displaystyle x,x'\in {\mathfrak {h}}.}
- {\displaystyle [e_{i},[e_{i},\ldots ,[e_{i},e_{j}]]]={\mathcal {C}}_{e_{i}}^{1-c_{ij}}\;e_{j}=0}  ;其中{\displaystyle e_{i}.\ }出現 {\displaystyle 1-c_{ij}\ } 次;
- {\displaystyle [f_{i},[f_{i},\ldots ,[f_{i},f_{j}]]]={\mathcal {C}}_{f_{i}}^{1-c_{ij}}\;f_{j}=0}  ;其中{\displaystyle f_{i}.\ }出現 {\displaystyle 1-c_{ij}\ } 次;

(其中 {\displaystyle {\mathcal {C}}_{x}\;y=[x,y]}.)
一個 實(維數可以無限)李代數亦可稱為 Kac–Moody代數，若其 複化 是個 Kac–Moody代數.

## 釋義
- {\displaystyle {\mathfrak {h}}} 是此卡茨-穆迪代数的一嘉當子代數。
- 若 g 是 Kac–Moody 代數的一元，使得

{\displaystyle \forall x\in {\mathfrak {h}}\,[g,x]=\omega (x)g}
其中 ω 是 {\displaystyle {\mathfrak {h}}^{*}}的一元， 
則稱g 為 權(weight) ω的. 我们可分解一Kac–Moody 代數成其冪空間，則嘉當子代數 {\displaystyle {\mathfrak {h}}}的冪为零，ei的冪为α*i，而fi的冪为−α*i。若二冪特徵向量的李括號非零，則其冪是二冪之和。（若 {\displaystyle i\neq j} ) 則 {\displaystyle [e_{i},f_{j}]=0\ }  一條件即指 α*i 都是簡單根。

## 分類
我们可分解廣義嘉當矩陣 C 成矩陣積 DS, 其中 D 是 正對角矩陣,  S 是 對稱矩陣。
然則有三種可能:
- {\displaystyle {\mathfrak {g}}} 有限維 單李代數 (S  正定)
- {\displaystyle {\mathfrak {g}}} 是 仿射李代數 (S  正半定)
- 雙曲 (S 不定)

S 不可能 負定 或 負半定 因其對角元皆正.